# Benny Goodman
Benjamin "Benny" David Goodman (Chicago, 30 de maio de 1909 — Nova Iorque, 13 de junho de 1986) foi um clarinetista e músico de jazz norte-americano.
Um dos grandes nomes do jazz, chamado "O Rei do Swing", estilo que o projetou no final dos anos 30, Goodman foi o primeiro músico norte-americano a criar uma banda com negros e brancos e a dar uma audição de jazz no Carnegie Hall. Com grandes sucessos como Sing, Sing, Sing e Stompin' at the Savoy, Goodman criou um estilo musical de ritmo forte e dançante que influenciaria grandes nomes como Glenn Miller, Tommy Dorsey, Artie Shaw, Harry James e Gene Krupa, aos 16 anos entrou para uma banda e no início da década de 30 tocou clarineta com o grupo Red Nichols em várias gravações de sucesso. Formou sua própria banda em 1933 e ocupou o espaço sonoro da América na época da grande depressão. Goodman apareceu em muitos filmes e foi tema de um filme biográfico em 1956, The Benny Goodman Story, com Steve Allen no papel do clarinetista. Seu perfeccionismo levou-o para a música clássica. Fez várias turnês pelo mundo, muitas patrocinadas pelo Departamento de Estado dos EUA, e recebeu inúmeros prêmios por seu trabalho.

## Biografia
Goodman nasceu em Chicago, a nona de 12 crianças de pobres imigrantes judeus da Polônia que viviam na vizinhança da Maxwell Street. Seu pai, David Goodman, era um alfaiate de Varsóvia. Sua mãe, Dora Rezinski, era de Kaunas (atual Lituânia). Seus pais conheceram-se em Baltimore em Maryland e mudaram-se para Chicago antes de Benny nascer.
Quando Benny tinha 10 anos, seu pai inscreveu a ele e dois irmãos mais velhos para terem aulas de música na sinagoga Jacob Kehelah. No ano seguinte ele ingressou na banda de garotos da casa de caridade de Jane Addams, onde recebeu lições do diretor James Sylvester. Também foi importante durante este período os dois anos de aprendizado com o professor de clarinete Franz Schoepp.

## Discografia
- A Jazz Holiday (1928, Decca)

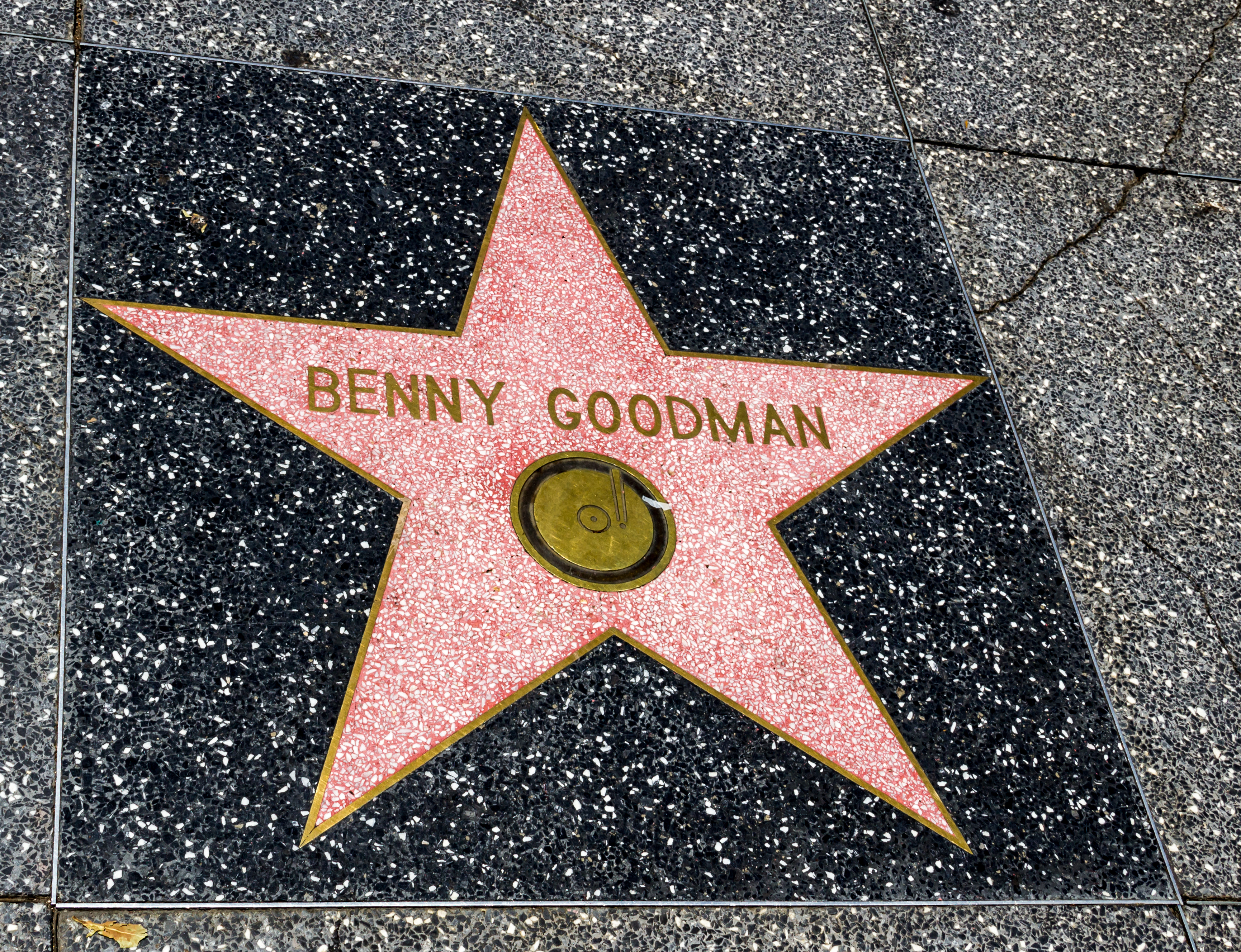
Estrela de Benny Goodman na Calçada da Fama de Hollywood.

- Benny Goodman and the Giants of Swing (1929, Prestige)
- BG and Big Tea in NYC (1929, GRP)
- Swinging '34 Vols. 1 & 2 (1934, Melodean)
- Sing, Sing, Sing (1935, Bluebird)
- The Birth of Swing (1935, Bluebird)
- Original Benny Goodman Trio and Quartet Sessions, Vol. 1: After You've Gone (1935, Bluebird)
- Stomping at the Savoy (1935, Bluebird)
- Air Play (1936, Doctor Jazz)
- Roll 'Em, Vol. 1 (1937, Columbia)
- Roll 'Em, Vol. 2 (1937, CBS)
- From Spirituals to Swing (1938, Vanguard)
- Carnegie Hall Jazz Concert (1938, Columbia)
- Carnegie Hall Concert Vols. 1, 2, & 3 (Live) (1938, Columbia)
- Ciribiribin (Live) (1939, Giants of Jazz)
- Swingin' Down the Lane (Live) (1939, Giants of Jazz)
- Featuring Charlie Christian (1939, Columbia)
- Eddie Sauter Arrangements (1940, Columbia)
- Swing Into Spring (1941, Columbia)
- Undercurrent Blues (1947, Blue Note)
- Swedish Pastry (1948, Dragon)
- Sextet (1950, Columbia)
- BG in Hi-fi (1954, Capitol)
- Peggy Lee Sings with Benny Goodman (1957, Harmony)
- Benny in Brussels Vols. 1 & 2 (1958, Columbia)
- In Stockholm 1959 (1959, Phontastic)
- The Benny Goodman Treasure Chest (1959, MGM)
- The King Swings Star Line
- Pure Gold (1992)
- 1935-1938 (1998)
- Portrait of Benny Goodman (Portrait Series) (1998)
- Carnegie Hall Jazz Concert '38 (1998)
- Bill Dodge All-star Recording (1999)
- 1941-1955 His Orchestra and His (1999)
- Live at Carnegie Hall (1999)
- Carnegie Hall: The Complete Concert (2006) Remasterizado novamente